# Gojō (rzeka)
Gojō (jap. 五条川 Gojō-gawa) – rzeka w Japonii w prefekturze Aichi, 28,2 km długości, płynie przez Iwakurę.